# موایانو
موایانو (به ایتالیایی: مویانو) یک کومونه در ایتالیا است که در استان بنونتو واقع شده‌است.

## خصوصیات
موایانو ۲۰٫۲۰ کیلومترمربع مساحت و ۴٬۱۱۵ نفر جمعیت دارد و ۲۷۱ متر بالاتر از سطح دریا واقع شده‌است.